# Kawau Island
Kawau Island ist eine Insel im Hauraki Gulf nahe der Nordostküste der Nordinsel von Neuseeland.

## Geographie
Die Insel liegt 50 km nördlich von Auckland und 1400 Meter vor der Küste der Northland Peninsula, speziell Tawharanui Peninsula und schützt die Kawau Bay im Nordosten von Warkworth. Sie ist 8 km lang, 5 km breit und hat eine Fläche von 2,05 km². Sie wird durch den Bon Accord Harbour, geologisch gesehen ein versunkenes Tal, nahezu zweigeteilt. Zwei kleinere solcher Täler, North Cove und South Cove schneiden sich nördlich und südlich davon von der Westseite in die Insel ein. Vom Festland der nördlich gelegenen Tawharanui Peninsula ist die Insel 1475 m entfernt.

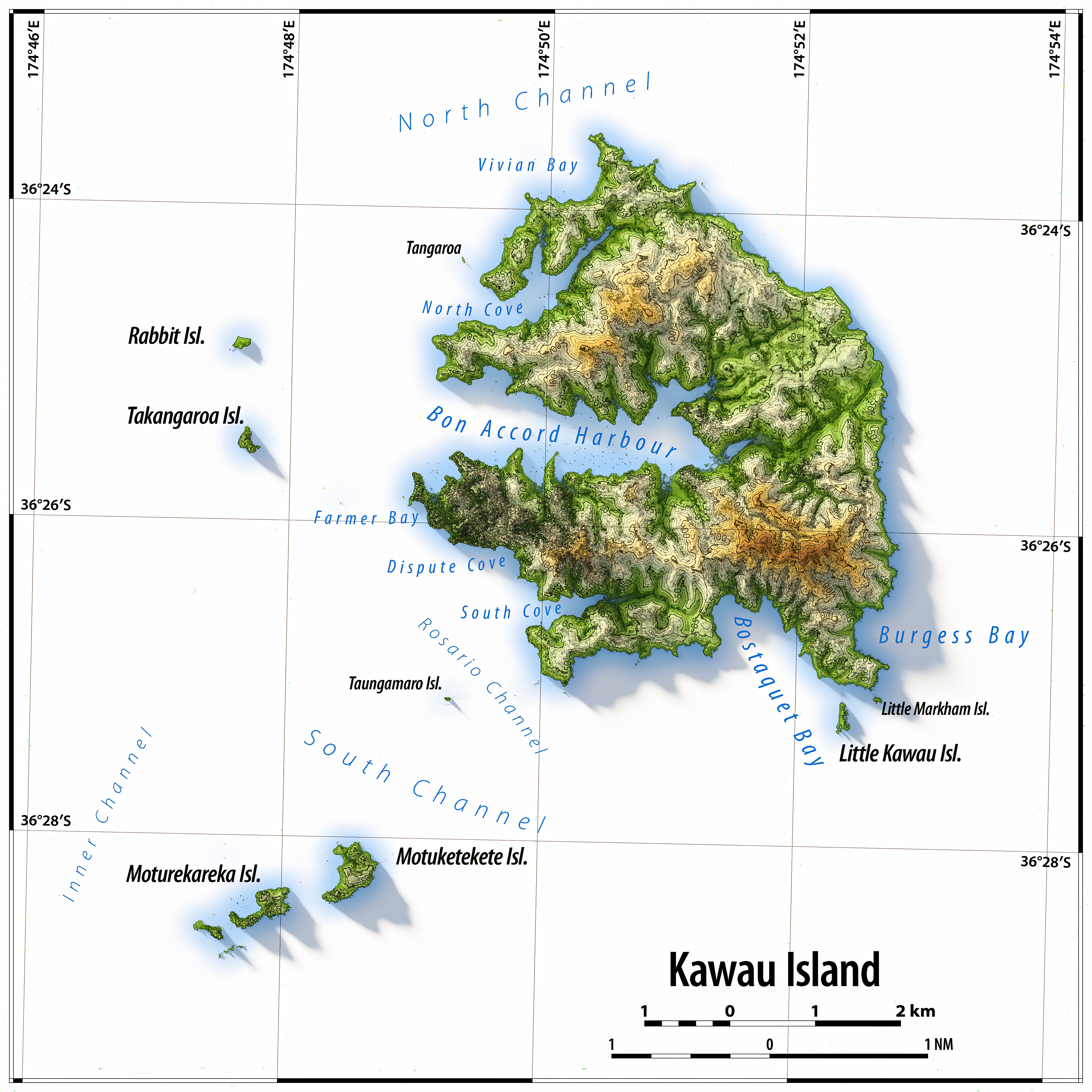
Topographische Karte der Kawau Island

Etwa 200 m vor der Südküste liegt Challenger Island und gut 1 km südwestlich die kleine Insel Beehive Island.

## Geschichte
Kawau soll im frühen 18. Jahrhundert Basis für Māori gewesen sein, die umliegende Gegenden von See aus überfielen. Sie diente den Māori außerdem als Basis für den Fischfang.
In den ersten Jahren, in denen sie Europäern gehörte, wurden Mangan und Kupfer abgebaut, bis die Insel 1862 von Sir George Grey damals Gouverneur von Neuseeland als privater Rückzugsort gekauft wurde. Er baute das 1845 erbaute Haus des Bergwerksverwalters zu dem als "Mansion House" bekannten Gebäude aus. Es gehört heute dem "Kawau Island Historic Reserve" und wird von dem Department of Conservation verwaltet. Das umliegende Land wandelte er mit eingeführten Pflanzen und Tieren in einen Botanischen und Zoologischen Garten um. Diese 10 % der Insel sind öffentliches Eigentum, darunter die alte Kupfermine, von der man annimmt, dass in ihr 1844 der erste bergmännische Abbau metallischer Rohstoffe in Neuseeland stattfand.

## Nutzung
Die Insel hat eine geringe Anzahl dauerhafter Bewohner und zahlreiche Ferienunterkünfte und ist ein beliebtes Ziel für Bootsausflüge im Hauraki Gulf. Die Insel ist größtenteils bewaldet und Privateigentum.

## Natur
Auf der Insel leben Kiwis und zwei Drittel der Gesamtpopulation der Nordinsel-Weka. Auf der Insel wurden fünf Arten Kängurus angesiedelt, darunter auch das Parmawallaby, das hier 1965 wiederentdeckt wurde, nachdem man es bereits seit Jahrzehnten für ausgestorben hielt. Vier der Arten konnten überlebensfähige Populationen entwickeln und richten beträchtlichen Schaden an der heimischen Vegetation an, was wiederum den Lebensraum der Kiwis und anderer heimischer Tiere beeinträchtigt. Die Kängurus vernichten die Sämlinge und verhindern damit das Entstehen einer neuen Generation der heimischen Bäume. Das übliche Unterholz fehlt wegen des Verbisses durch die Kängurus und teilweise tritt das Erdreich zutage. Possums, die ebenfalls von Grey eingeführt wurden zerstören viele ausgewachsene heimische Bäume. Im Ergebnis ging viel der Biodiversität verloren, die Zahl der Vögel sank wegen Verlust sowohl an Nahrungsressourcen wie auch Lebensraum. Selbst der umliegende maritime Meeresraum wurde durch das vom nackten Boden weggespülte Erdreich stark beeinträchtigt.